# Hoa Kỳ tại Thế vận hội Mùa đông 2006
Hoa Kỳ tại Thế vận hội Mùa đông 2006 được đại diện bởi Ủy ban Olympic Hoa Kỳ (USOC). Đoàn Hoa Kỳ gồm 211 vận động viên (122 nam, 89 nữ). Người cầm cờ Hoa Kỳ trong đêm khai mạc là Chris Witty, huy chương vàng trượt băng tại Thế vận hội Mùa đông 2002.